# 河市镇 (泉州市)
河市镇，是中华人民共和国福建省泉州市洛江区下辖的一个乡镇级行政单位。

## 行政区划
河市镇下辖以下地区：
厝斗村、新告村、鸟关村、市田村、白洋村、山边村、官洋村、炉田村、庄田村、河市村、南塘村、溪井村、溪山村、蛟南村、岭客村、坛顶村、浮桥村、霞溪村、梧宅村、下堡村和溪头村。